# Cârlogani
Cârlogani est une commune roumaine située dans le județ d'Olt.